# Jesús María Lacruz
Jesús María Lacruz Gómez (* 25. April 1978 in Pamplona) ist ein ehemaliger spanischer Fußballspieler.
Der in Pamplona geborene Lacruz gab sein Profidebüt für CA Osasuna, für die er auch schon in der Jugend gespielt hat. Nach drei Jahren zog es ihn zum baskischen Rivalen Athletic Bilbao, wo er neun Jahre zum Stammpersonal zählte.
Schnell war klar, dass er mit den traditionell nur mit Spaniern antretenden Basken keine Titel holen würde können. So folgte im Sommer 2006 der logische Wechsel zum damaligen Pokalsieger Espanyol Barcelona, mit dem er im folgenden Jahr bis ins UEFA-Pokal-Finale einzog. Die Ablösesumme betrug dank seiner großen Verdienste für die Basken, die seit Ligagründung immer in der spanischen Primera División vertreten waren, nur 300.000 €, so dass ihm keine Steine in den Weg gelegt wurden. Mit Espanyol erreichte er im UEFA-Pokal das Finale. In der Liga erreichte er jeweils einen Platz im Mittelfeld. Nachdem er in der Saison 2006/07 noch einen Stammplatz hatte, wurden seine Einsätze in den folgenden Jahren unregelmäßiger. In der zweiten Hälfte der Spielzeit 2008/09 wurde er schließlich gar nicht mehr berücksichtigt.
Ab Sommer 2009 war Lacruz ein halbes Jahr ohne Verein, ehe er sich Anfang 2009 Real Unión Irún anschloss, das in der Segunda División spielte. Mit seinem neuen Klub stieg er am Saisonende ab. In der Segunda División B fiel er häufig aus und kam nur in der Hälfte der Spiele zum Einsatz. Im Jahr 2012 beendete er seine Laufbahn.

## Nationalmannschaft
Im Jahr 2000 holte Lacruz mit der spanischen U23-Nationalelf die Silbermedaille bei den Olympischen Spielen in Sydney. Erst im Finale unterlag man Kamerun.